# Honeymoon
Honeymoon je čtvrté studiové album americké zpěvačky Lany Del Rey. Album vyšlo 18. září 2015 u nahrávacích společností Interscope a Polydor. Album bylo prozrazeno již v lednu téhož roku v rozhovoru pro Billboard, kdy Del Rey prozradila, že ho začala plánovat dva měsíce po vydání Ultraviolence. Z alba vyšly dva singly, High by the Beach a Music To Watch Boys To a dva propagační singly, Terrence Loves You a Honeymoon. Album získalo u kritiků ještě vyšší ocenění než její předchozí alba.

## O albu
Na konci června 2014, po vydání alba Ultraviolence, Del Rey zmínila, že začala přemýšlet o novém albu: "Mám nápad pro nahrávku s názvem Music To Watch Boys To, takže jo, tak nějak přemýšlím o tom, co to znamená." V prosinci 2014, zmínila v Galore magazínu, že už je ve fázi nahrávaní: "Také píšu malé kousky pro nezávislý film. Dan Heath a Rick Nowels jsou mí dva nejdražší přátelé a producenti a vždy na něčem pracujeme." Také se rozpovídala o tom jak bude album znít: "Hudebně stále hledám něco odlišného, s majestátními refrény, překrásnými orchestry ve stylu 50. let s trochou soft grunge." Dále řekla, že psala více konvenčním způsobem s veršovaným refrénem a byla silně ovlivněna jazzem.
Na začátku ledna 2015 se Del Rey trochu otevřela o tom jak napsala Music To Watch Boys To vizuálním, noir způsobem, a že píseň je o tom jak muži procházejí před očima dívky. Dále oznámila, že nové album se bude jmenovat Honeymoon, a že by mohlo vyjít v srpnu. Také uvedla, že má pro něj napsáno již 9 písní a potřebuje jich ještě pár, aby bylo album kompletní. O albu řekla: "Album je velmi odlišné od toho minulého a spíš podobné Born to Die a Paradise. Své minulé album jsem dokončila v březnu a vydala ho v červnu a dostala jsem nápad na další. Stává se z toho něco co začínám mít vážně ráda. Užívala jsem si se u této nahrávky ponořovat hlouběji do noir stylu. Bylo to dobré." Zveřejnila, že pro album přezpívala Don't Let Me Be Misunderstood od Niny Simone. V únoru 2015 promluvila o psaní alba: "Ráda píšu v noci. Žila jsem v New Yorku 10 let. Nikdy jsem si nemyslela, že se odstěhuji na Západní pobřeží. Nyní, když jsem v Kalifornii, jsem zjistila že ráda píšu, když je horko. Takže mám ráda léto jsem milovník slunce. Léto je všechno. Bylo mi zakázáno používat toto slovo." Také vysvětlila, že album bude na rozdíl od její předešlé tvorby méně autobiografické a bere inspiraci z Marka Rydena, Fellini a Picassa pro více surrealistické a barevné písně.
Del Rey také prozradila, že by chtěla spolupracovat s Giogio Moroderem. Později mluvila o spolupráci s Markem Ronsonem, který spolupracovat i s Amy Winehouse: "Přehrála jsme mu deset písní, které jsem napsala pro nové album. Nejsou takové jako jeho typické soulové a funk skladby. Zní spíš jako zlatý věk jazzu." Později bylo zveřejněno, že na albu se spolupráce s Ronsonem neobjeví. V červnu přidala na Instagram fotku ze studia a napsala zde: "Každý den ve studiu s Rickem Nowelsem a Kieron Menzies je dobrý den. Je to vážně mé klidné místo a jistým způsobem můj domov. Jsem vděčná za to jak krásně tancují na mé melodie a všechny nové melodie které vzrostli z múzy, která nás obklopuje. U dalšího příspěvku Del Rey popsala album jako "pozdní noční projížďky Miles Davise", zatímco některé písně mají ponurou energii. Dále označila píseň Honeymoon jako začátek a konec alba. Přebal alba byl pořízen Neil Krugem a sestrou Del Rey, Chuck Grant v Bel Air.

## Kompozice alba
Album začíná titulní písní Honeymoon. Žánr písně je Baroque pop a blue-eyed soul. The Verge popsal zvuk písně jako pohupující se, což se hodí do pozadí koktavých vokálů Del Rey. TIME nazval píseň "charakteristicky zamyšlenou" a přirovnal ji k albu Born to Die.
Terrence Loves You byla kritiky přijata kladně. Označili ji jako "hypnotickou" a chválili vokály Del Rey hrající přes piáno, smyčce a saxofon. Del Rey řekla, že je to její nejoblíbenější na albu, protože je jazzová. Píseň odkazuje na Space Oddity od Davida Bowieho.
High by the Beach je trap hopová balada. Je to více méně kombinace všech stylů Del Rey, převážně se odvolává na hip hop jako u Born to Die.

## Propagace
Během června 2015 zveřejnila Del Rey na internet dvě video ukázky písně Honeymoon a kousek z ní také zazpívala na koncertě ve West Palm Beach. 14. července 2015 byla píseň zveřejněna na oficiální Youtube účet Del Rey. Přes internet oznámila, že album vyjde 18. září 2015. O pár dní později sdílela seznam písní a přebal alba, na kterém sedí v kabrioletu StarLine Tours. Na sobě má tričko, sluneční brýle a červený klobouk s černo-bílými pruhy.
Před objednání alba začalo 21. srpna a spolu sním byl vydán první propagační singl Terrence Loves You. Titulní píseň Honeymoon byla digitálně vydána 7. září jako druhý propagační singl z alba. O den později vyšla upoutávka pro album, která zahrnovala ukázky písní Terrence Loves You, Music To Watch Boys To, Freak a High by the Beach. O pár dní později byla v Urban Outfitters možnost poslechnout si celé album dříve, díky čemuž na internet uniklo celé album ve špatné kvalitě. 15. září byla během rozhovoru s Del Rey pro Huw Stephens zveřejněna píseň Salvatore.

### Singly
Pilotní singl High by the Beach byl oznámen 6. srpna 2015 a byl vydán 10. srpna. 13. srpna 2015 bylo vydáno hudební video, které bylo natočeno v domě Del Rey v Malibu. 9. září proběhla na Apple Music's Beats Radio 1 premiéra druhého singlu Music To Watch Boys To. Hudební video k němu vyšlo 30. září.

## Seznam skladeb
| Pořadí | Název                         | Autor                                        | Producent(i)                    | Délka |
| ------ | ----------------------------- | -------------------------------------------- | ------------------------------- | ----- |
| 1.     | Honeymoon                     | Lana Del Rey, Rick Nowels                    | Del Rey, Kieron Menzies, Nowels | 5:50  |
| 2.     | Music To Watch Boys To        | Del Rey, Nowels                              | Del Rey, Menzies, Nowels        | 4:50  |
| 3.     | Terrence Loves You            | Del Rey, Nowels                              | Del Rey, Menzies, Nowels        | 4:50  |
| 4.     | God Knows I Tried             | Del Rey, Nowels                              | Del Rey, Menzies, Nowels        | 4:40  |
| 5.     | High by the Beach             | Del Rey, Nowels, Menzies                     | Del Rey, Menzies, Nowels        | 4:17  |
| 6.     | Freak                         | Del Rey, Nowels                              | Del Rey, Menzies, Nowels        | 4:55  |
| 7.     | Art Deco                      | Del Rey, Nowels                              | Del Rey, Menzies, Nowels        | 4:55  |
| 8.     | Burnt Norton (Interlude)      | T.S. Eliot                                   | Del Rey, Menzies, Nowels        | 1:21  |
| 9.     | Religion                      | Del Rey, Nowels                              | Del Rey, Menzies, Nowels        | 5:23  |
| 10.    | Salvatore                     | Del Rey, Nowels                              | Del Rey, Menzies, Nowels        | 4:41  |
| 11.    | The Blackest Day              | Del Rey, Nowels                              | Del Rey, Menzies, Nowels        | 6:05  |
| 12.    | 24                            | Del Rey, Nowels                              | Del Rey, Menzies, Nowels        | 4:55  |
| 13.    | Swan Song                     | Del Rey, Nowels                              | Del Rey, Menzies, Nowels        | 5:23  |
| 14.    | Don’t Let Me Be Misunderstood | Bennie Benjamin, Gloria Caldwell, Sol Marcus | Del Rey, Menzies, Nowels        | 3:01  |